# Мохсни, Билель
Билель Мосхни (араб. بلال محسني‎; родился 21 июля 1987, Париж, Франция) — тунисский футболист, защитник. Выступал за сборную Туниса.

## Клубная карьера
Мосхни начал карьеру выступая за малоизвестные французские клубы низших дивизионов «Лез-Юлис», «Авенир Фут Лозер», «Сен-Жорж» и «Сент-Женевьев». Летом 2010 года Билель перешёл в английский «Саутенд Юнайтед». 27 августа в матче против «Брендфорд Сити» он дебютировал во Второй лиге Англии. 13 ноября в поединке против «Аккрингтон Стэнли» Мосхни забил свой первый гол за «Саутенд Юнайтед». В 2012 году Билель на правах аренды перешёл в «Ипсвич Таун». 6 октября в матче против «Кардифф Сити» он дебютировал в Чемпионшипе. Летом 2013 года Мосхни перешёл в шотландский «Рейнджерс». 14 сентября в матче против «Арброта» он дебютировал в Первой шотландской лиге. В этом же поединке Билель забил свой первый гол за «Рейнджерс». По итогам сезона он помог клубу выйти в шотландский Чемпионшип.
Летом 2015 году Мосхни вернулся во Францию, став игроком «Анже», но так и не дебютировал за команду. В начале 2016 года Билель присоединился к «Парижу». 22 января в матче против «Сошо» он дебютировал в Лиге 2.
Летом 2016 года Мосхни переехал на историческую родину в Тунис, присоединившись к «Этуаль дю Сахель». 16 октября в матче против «Татавина» он дебютировал в чемпионате Туниса. В начале 2018 года Билель перешёл в «Данди Юнайтед». 27 марта в матче против «Инвернесс Каледониан Тисл» он дебютировал за новую команду. 31 марта в поединке против «Гринок Мортон» Мосхни забил свой первый гол за «Данди Юнайтед».

## Международная карьера
28 мая 2014 года в товарищеском матче против сборной Южной Кореи Мосхни дебютировал за сборную Туниса.
В 2015 году Харбауи попал в заявку на участие в Кубке Африки в Экваториальной Гвинеи. На турнире он был запасным и на поле не вышел.